# Hassan Moustafa
Ne doit pas être confondu avec l'égyptologue Hassan Mustapha.
Hassan Moustafa, né le 28 juillet 1944 au Caire, est un ancien handballeur international égyptien.
Président de la Fédération internationale de handball (IHF) depuis 2000, il dirige d'une main de fer le handball mondial au point d'être surnommé le « pharaon »,.

## Biographie
Dans sa jeunesse, Moustafa a été étudiant à Leipzig en Allemagne et sélectionné à plusieurs reprises dans l'équipe nationale égyptienne. Plus tard, il devient président de la Fédération égyptienne de handball et prend la tête du comité d'organisation du championnat du monde masculin 1999 qui a lieu en Égypte. En novembre 2000, il est élu président de la Fédération internationale de handball (IHF) lors du Congrès de l'IHF à Estoril. 
En 2013, il est réélu (150 voix pour, 3 contre et 4 blancs) pour un 4e mandat pour conduire les destinées du handball mondial.

## Élections à la présidence de l'IHF
| Année | Lieu                | Candidat n°1              | Candidat n°2                        |
| ----- | ------------------- | ------------------------- | ----------------------------------- |
| 2000  | Estoril             | Hassan Moustafa 103 / 122 | Erwin Lanc Abandon avant l'élection |
| 2004  | El Gouna            | Hassan Moustafa 85 / 134  | Staffan Holmqvist 46 / 134          |
| 2009, | Le Caire            | Hassan Moustafa 115 / 142 | Jean Kaiser 25 / 142                |
| 2013  | Doha                | Hassan Moustafa 150 / 157 | Pas de concurrent                   |
| 2017, | Antalya             | Hassan Moustafa 104 / 117 | Pas de concurrent                   |
| 2021, | Conférence en ligne | Hassan Moustafa 135 / 151 | Pas de concurrent                   |